# Brezová pod Bradlom
Brezová pod Bradlom (em alemão: Birkenhain; húngaro: Berezó) é uma cidade da Eslováquia, situada no distrito de Myjava, na região de Trenčín. Tem 41,08 km² de área e sua população em 2018 foi estimada em 4.834 habitantes.

## Demografia
| Ano:        | 1994 | 2004   | 2014   | 2024   |
| ----------- | ---- | ------ | ------ | ------ |
| Broj ljudi: | 5693 | 5452   | 4996   | 4543   |
| Razlika:    |      | -4,23% | -8,36% | -9,06% |

| Ano:               | 2023 | 2024   |
| ------------------ | ---- | ------ |
| Número de pessoas: | 4607 | 4543   |
| Diferença:         |      | -1,38% |